# انحراف الإناث
انحراف الإناث (بالإنكليزية: Female perversion) هو مصطلح صاغته إستيلا ف. ويلدون في عام 1992 للإشارة إلى النساء اللواتي يرتكبن أفعال عنيفة سواءً ضد أنفسهن أو ضد الآخرين.
على الرغم من استعمال المصطلح أحيانًا بشكل سيء، وفي بعض الأوقات تكون له دلالات جنسية، إلا أن تعريفه الدقيق هو: نوع من السلوك البشري المنحرف عما يُعتبر تقليدي أو طبيعي، ويستخدمه علماء النفس في هذا السياق. كما أن المصطلح مثير للجدل، فوفقًا لويلدون هناك إنكار لوجود عنف أنثوي في المجتمع القانوني ومجتمع الصحة النفسية.

## نموذج انحراف الإناث
وضعت ويلدن في عام 1992 نموذجًا عن انحراف الإناث والذي أدخل المصطلح إلى قاموس التسميات النفسية. يضم النموذج عدة فئات من السلوك العنيف الموجه سواء نحو جسد الشخص ذاته، أو نحو الأطفال، أو البالغين.

تقترح نظرية فرويد في التحليل النفسي أن الانحراف يحدث فقط لدى الذكور، وأنه مرتبط بالفالوس (بالإنكليزية: phallus)، وأن الدافع العدواني مقتصر على الرجال. تتحدى ويلدون هذه الفكرة في كتابها «مادونا والعاهرة: بين مثالية الأمومة وتشويه سمعتها»، وتناقش أن النساء قادرات على الانحراف بنفس درجة الرجال. وعوضًا عن استخدام القضيب بعنف، تستخدم النساء كامل أجسادهن.
«للقيام بذلك، إنهن يهاجمن كامل جسمهن، وفي بعض الأحيان يمتد الأمر إلى أجساد الأطفال. إنهن ينتقمن رمزيًا من أمهن الداخلية التي عادة ما تكون قاسية ومؤذية. ويعتبرن أن جسدهن هو جسد الأم. وعلى نفس المنوال، عندما يهاجمن أطفالهن، فإنهن يعبرن عن العنف اتجاه امتداد نرجسي منهن» موتز،2001.
الفئات الرئيسية التي يتمثل بها المصطلح هي:
- إيذاء النفس
- اضطرابات الأكل
- الاعتداء البدني والجنسي على الأطفال
- قتل الرضع
- متلازمة مونخهاوزن بالوكالة
- الاعتداء الجسدي أو الجنسي على الآخرين، بمن فيهم النساء اللاتي يتعرضن للضرب.

تُجادل ويلدن أنه يمكن رؤية ذلك من منظور العدوان الجنسي، وتتحدى نظرة فرويد بأن العنف هو تعبير ذكوري متعلق بالقضيب.
«يستخدم كلا الجنسين الوظائف والأعضاء التناسلية للتعبير عن الانحراف. يستعمل الرجال المنحرفون قضيبهم للمهاجمة وإظهار كرههم نحو المصادر الرمزية للإذلال…. إذا كان انحراف الرجال مرتكزًا على القضيب، تعبر الإناث بدورهن عن الانحراف عبر أعضائهن التناسلية ودورهن الأمومي» (ويلدن، 1991)
تقترح انا موتز في كتابها «سيكولوجية العنف الأنثوي» أن تفريغ الغضب على جسد الشخص نفسه أو أجساد الاخرين يرسل رسالة واضحة تعبر عن الألم الداخلي أو الذهان (موتز، 2001). وتصف الرسالة بأنها نوع من «لغة الجسد»، وأن الاستخدام الرمزي للعنف ضد الجسم يمكن ربطه بمرض نفسي جسدي (بالإنكليزية: psychosomatic illness).

### العنف ضد الذات
يتخذ العنف ضد الذات أشكالًا عديدة منها: الحرمان والتجويع كما هو الحال في اضطرابي فقدان الشهية العصبي والنهام العصبي، وإيذاء الذات ومحاولات الانتحار وغيرها من أشكال العنف ضد الذات.

### العنف ضد الأطفال
في معظم الأحيان، لا يُبلّغ عن العنف ضد الأطفال، وغالبًا ما يكون غائبًا عن الصورة. وقد يظهر على شكل اعتداء جسدي أو جنسي مباشر، أو متلازمة مونخهاوزن بالوكالة، أو قتل الرضع. عادةً، تُنكر قدرة النساء على ارتكاب العنف ضد الأطفال، في محاولة لرفض التفكير في ما «لا يمكن تصوره».

### العنف ضد البالغين
يتخذ العنف ضد البالغين أشكالًا عديدة منها: الاعتداء المنزلي، والاعتداء الجسدي، وعندما تتفاقم الأمور القتل و/أو قتل الرضع.